# Robert King (4e comte de Kingston)
Pour les articles homonymes, voir Robert King (homonymie) et King.
Robert Henry King, 4e comte de Kingston (4 octobre 1796 – 21 janvier 1867), titré vicomte Kingsborough entre 1837 et 1839, est un pair irlandais, un soldat et un homme politique Whig. 

## Biographie
Il est le fils de George King (3e comte de Kingston), et d'Helena, fille de Stephen Moore (1er comte Mount Cashell). Il fait ses études au Exeter College, Oxford. 
Kingston sert dans l'armée britannique en France occupée après la chute de l'empereur Napoléon. 
Il est élu au Parlement pour le comté de Cork en 1826 (succédant à son frère aîné, Edward King (vicomte Kingsborough)), siège qu'il occupe jusqu'en 1832. En 1836, il est haut-shérif du comté de Cork. Il obtient le titre de courtoisie de vicomte Kingsborough à la mort de son frère en 1837 et devient comte à la mort de son père en 1839. 

## Famille
Lord Kingston est arrêté en mars 1848 pour agression et intention de commettre une «infraction contre nature» impliquant un jeune homme, Cull, derrière le poste de police de Marylebone. Lord Kingston décède en janvier 1867, à l'âge de 70 ans. Il est célibataire et son frère cadet, James, lui succède comme comte. 